# آکشای ونکاتش
آکشای ونکاتش (انگلیسی: Akshay Venkatesh؛ زادهٔ ۲۱ نوامبر ۱۹۸۱) ریاضیدان استرالیایی است. علایق پژوهشی او در زمینه‌های شمارش، equidistribution مسایل automorphic form و نظریه اعداد، مشخصا representation theory, locally symmetric space و نظریه ارگودیک است. او تنها استرالیایی است که در هر دو المپیاد جهانی فیزیک و المپیاد جهانی ریاضی، مدال برده که این افتخار را در سن ۱۲ سالگی کسب کرده‌است.
در سال ۲۰۱۸ او به خاطر سنتزش بر نظریه تحلیلی اعداد، homogeneous dynamics, توپولوژی، و representation theory مدال فیلدز را برد.

## سال‌های آغازین
آکشه در یک خانواده طبقه متوسط تامیل در دهلی متولد و در پرت، استرالیای غربی بزرگ شد. مادرش استاد علوم رایانه در دانشگاه دیکن است. ونکاتش در کلاس‌های فوق برنامه فشرده دانش آموزان تیزهوش در برنامه دولتی المپیاد ریاضی شرکت کرد و در۱۹۹۳، در ۱۱ سالگی در ۲۴مین المپیاد جهانی فیزیک در ویلیامزبرگ، ویرجینیا، شرکت کرد و مدال برنز گرفت. یک سال بعد به ریاضی تغییر زمینه داد و پس از قرار گرفتن در جایگاه دوم المپیاد ریاضی استرالیادر ششمین المپیاد ریاضی آسیا اقیانوسیه مدال نقره گرفت، و در المپیاد جهانی ریاضی که آن سال در هنگ کنگ برگزار شد مدال برنز گرفت. او تحصیلات متوسطه خود را در آن سال که در انتهایش ۱۳ ساله شد به پایان برد. او وارد دانشگاه استرالیای غربی شد که جوانترین دانشجوی تاریخ آن شد؛ و در سال ۱۹۹۷ مدرک ریاضی محض خود را دریافت کرد.
ونکاتش پی اچ خود را در ۱۹۹۸ تحت سرپرستی پیتر سارناک در دانشگاه پرینستون شروع کرد و در سال ۲۰۰۲ به پایان برد. او سپس در مؤسسه فناوری ماساچوست دوره پسادکتری را انجام داد و سپس از ۲۰۰۳ تا ۲۰۰۶ دانشیار ریاضی مؤسسه ریاضی کورانت در دانشگاه نیویورک بود. از ۱ سپتامبر ۲۰۰۸، او استاد دانشگاه استنفورد بوده‌است.